# 콕차른군

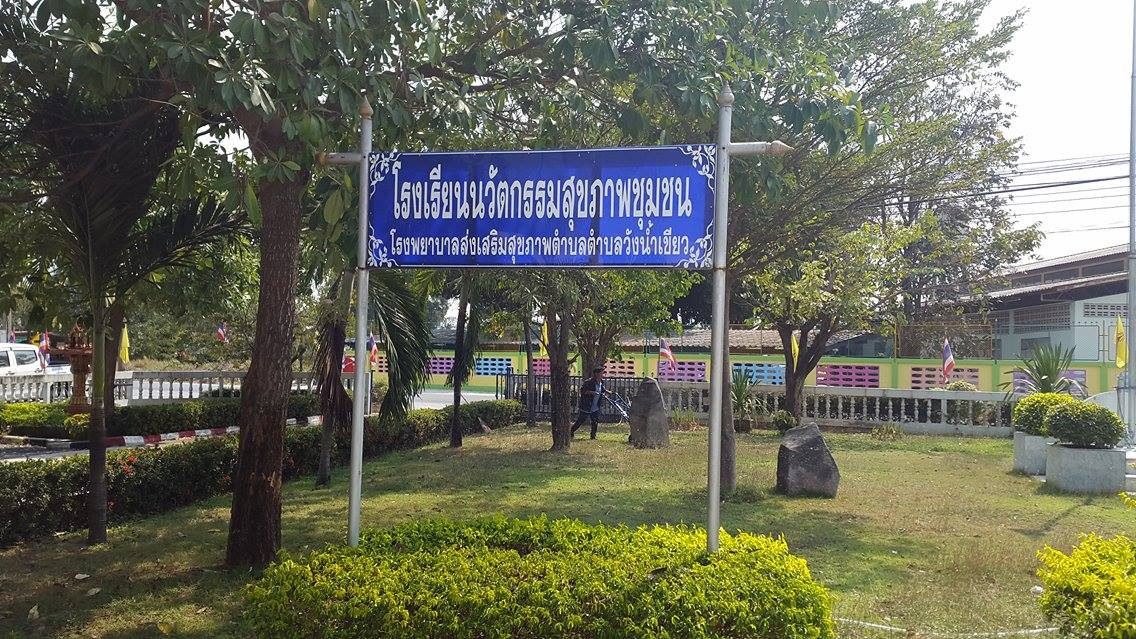

콕차른군은 롭부리주의 행정 구역이다. 이 지역의 총 인구 수는 31년 기준으로 24321명이다. 인구 밀도는 76.7km2이다.

## 행정 구역
| 번호 | 지명           | 태국어 지명 | 빌리지 | 인구  |  |  |
| 1.   | Khok Charoen   | โคกเจริญ     | 12     | 7,275 |  |  |
| 2.   | Yang Rak       | ยางราก      | 12     | 7,718 |  |  |
| 3.   | Nong Makha     | หนองมะค่า    | 12     | 3,276 |  |  |
| 4.   | Wang Thong     | วังทอง       | 9      | 2,591 |  |  |
| 5.   | Khok Samae San | โคกแสมสาร   | 8      | 3,461 |  |  |

|  | 이 글은 지리에 관한 토막글입니다. 여러분의 지식으로 알차게 문서를 완성해 갑시다. |